# Callopistria tytha
Callopistria tytha är en fjärilsart som beskrevs av Alfred Ernest Wileman och Reginald James West 1929.
Callopistria tytha ingår i släktet Callopistria och familjen nattflyn. Inga underarter finns listade i Catalogue of Life.